# 早稲田大学系属早稲田実業学校の人物一覧
早稲田大学系属早稲田実業学校人物一覧（わせだだいがくけいぞくわせだじつぎょうがっこうじんぶついちらん）
早稲田大学系属早稲田実業学校の主な教員・出身者・関係者など。

## 歴代校長
1. 大隈英麿 (1901 - 1902)
2. 天野為之 (1902 - 1914)
3. 杉山重義 (1914 - 1917)
4. 天野為之（再任・1917 - 1938）
5. 中西四郎 (1938) ※校長代行職
6. 小林愛雄 (1941 - 1942) ※1938 - 1941は校長代行職
7. 浅川栄次郎 (1942 - 1963)
8. 山口直平 (1963 - 1968)
9. 滝口宏 (1968 - 1976)
10. 青木茂男 (1976 - 1982)
11. 山岡喜久男 (1982 - 1986)
12. 田辺洋二 (1986 - 1991)
13. 東清和 (1991 - 1994)
14. 江夏健一 (1994 - 1998)
15. 杉山雅洋 (1998 - 2000)
16. 渡邉重範 (2000 - 2013)
17. 藁谷友紀 (2013 - 2017)
18. 村上公一 (2017 - )

名誉校長
1. 大隈信常 (1938 - 1941)
2. 大隈信幸 (1966 - 2004)

### 初等部
1. 依田好照 (2002 - 2004)
2. 町田守弘 (2004 - 2008)
3. 多宇邦雄 (2008 - 2013)
4. 橋詰敏長 (2013 - ? )
5. 森国𠮷雄 ( ? - )

## 教職員等経験者
- 勤務時期は省略。

- 高田早苗
- 前島密
- 中野武営
- 増子喜一郎
- 田尻稲次郎 - 経済学・財政学担当。東京帝国大学教授・会計検査院長を歴任。
- 坪内逍遙
- 安部磯雄 - 英語担当。
- 島村抱月
- 鈴木喜三郎
- 横井時冬
- 吉田良三 - 簿記・商業学担当。東京商科大学教授。
- 佐伯好郎 - 英語担当。景教研究者。
- 武信由太郎 - 英語担当。英語学者。『ジャパン・タイムズ』創刊に加わる。
- 村山吉廣 - 漢学者。早大名誉教授。
- 中島一夫 - 国語担当。近畿大学文芸学部准教授。
- 澤井啓一
- 武井隆次 - 元同校陸上競技部コーチ。

## 校賓
- 王貞治
- 小室哲哉

## 出身者

### 政官界
- 小林弥七 - 衆議院議員、実業家
- 松永東 - 衆議院議員、元衆議院議長。1907年卒。
- 高瀬荘太郎 - 一橋大学学長、参議院議員、元文部大臣。1909年卒。
- 菊池義郎 - 衆議院議員・勲一等瑞宝章受章。1911年卒。
- 木村茂 - 元千代田区長。1942年卒。
- 福永正通 - 東京都副知事。1960年卒。
- 杉本和巳 - 衆議院議員（日本維新の会）、元みずほフィナンシャルグループ広報部参事役。1979年卒。
- 菅原一秀 - 元衆議院議員（自民党）。1980年卒。
- 萩生田光一 - 衆議院議員（自民党）。1982年卒。
- 岩谷一弘 - 春日部市長。1984年卒。
- 平将明 - 衆議院議員（自民党）、日本振興銀行役員。1985年卒。
- 齋藤健 - 衆議院議員（自民党）、元埼玉県副知事、元経産官僚 / 中等部まで

### 経済界
- 伊藤英夫 - 昭和産業創業者。
- 蔦井與三吉 - ハートランドフェリー・東日本フェリー創業者。1909年中退。
- 柳沢鉱一 - 横浜興信銀行（現・横浜銀行）頭取、日本銀行国庫局長、1909年卒
- 酒井億尋 - 荏原製作所会長、1912年卒
- 高田亮一 - 日野自動車会長、1927年卒
- 重光武雄（辛格浩） - ロッテグループ総帥。1944年卒。
- 中村雅行 - オカムラ社長、1969年卒。
- 岩崎浩一 - 日清フーズ元社長。1975年卒。
- 大多亮 - 関西テレビ社長、元フジテレビジョン専務取締役。1977年卒。
- 北野宏明 - ソニーグループ株式会社最高技術責任者、ソニーコンピュータサイエンス研究所CEO。1979年卒。
- 前澤友作 - スタートトゥデイ創業者
- 大木塁 - ビッグツリーテクノロジー&コンサルティング創業者、早稲田大学商議員。1995年卒。
- 福田譲 - 富士通CIO、元SAPジャパン代表取締役社長、1993年卒

### 研究者・教育者
- 林武 - 洋画家、東京藝術大学教授、文化勲章受章者。1910年中退。
- 細野軍治 - 国際政治学者、拓殖大学教授、青山学院大学教授、日本外政学会理事長、1915年卒。
- 齊藤金作 - 刑法学者・早大法学部教授。1920年中退。
- 村山元英 - 千葉大学名誉教授・元中京大学教授。1954年卒。
- 石原剛 - アメリカ文学者、東京大学大学院総合文化研究科教授
- 國分功一郎 - 哲学者、東京大学大学院総合文化研究科教授  1993年卒。
- 河村耕平 - 経済学者、早稲田大学政治経済学術院教授　1995年卒。
- 堀江宗正 - 宗教学者、東京大学文学部・大学院人文社会系研究科教授、1987年卒。
- 久保慶一 - 政治学者、早稲田大学政治経済学術院教授
- 三浦つとむ - 言語学者
- 平瀬有人 - 建築家、早稲田大学芸術学校教授

### 文化芸能
- 竹久夢二 - 画家・詩人。1905年専攻科中退。
- 村野次郎 - 歌人・村野四郎の兄。1913年卒。
- 藤原義江 - オペラ歌手。1914年中退。
- 明石潮 - 俳優。1915年卒。
- 相沢春洋 - 書家、慶應商業学校教諭。1916年卒。
- 高橋半 - 作曲家。1924年中退。
- 一龍斎貞丈（5代目） - 講談師。1926年中退。
- 都筑道夫 - 小説家・翻訳家。1946年中退。
- 青山哲也 - 俳優。1959年卒。
- テリー伊藤 - 番組プロデューサー・タレント。1968年卒。
- 大口広司 - テンプターズ。1968年卒。
- 相羽高徳 -  アートディレクター。1972年卒。
- ハル常住 - ゴルフジャーナリスト。1974年卒。
- 小室哲哉 - ミュージシャン・音楽プロデューサー。1977年卒。
- 岩上安身 - フリージャーナリスト・ノンフィクション作家。
- 十五代沈壽官 - 窯元
- 向坂樹興 - フジテレビアナウンサー。1978年卒。
- 南柱根 - 映画監督、脚本家。1981年卒。
- 松本晃彦 - 作曲家。1981年卒。
- 水谷彰宏 - NHKアナウンサー。1983年卒。
- 野島卓 - 元フジテレビアナウンサー。1985年卒。
- 斉藤一美 - 文化放送アナウンサー。1986年卒。
- 田﨑竜太 - 映画監督。1983年卒。
- 清水次郎 - 朝日放送アナウンサー。1990年卒。
- 太田剣 - ミュージシャン、ジャズ・サックス奏者。1993年卒。
- 石井輝男 - 映画監督。中退。
- 中上雅巳 - 俳優・元いいとも青年隊。中退。
- 松本龍 - 東日本放送アナウンサー
- 三浦康嗣 - ミュージシャン、ポップユニット、□□□（クチロロ）のメンバー
- 南波一海 - ミュージシャン、ポップユニット、□□□（クチロロ）のメンバー
- 中尾隆聖 - 俳優、声優
- 平尾仁 - 俳優、声優
- 渡辺雄介 - 脚本家。1998年卒。
- 槙尾ユウスケ - お笑い芸人。1999年卒。
- 吉田一郎 - ミュージシャン。2001年卒。
- 中村太地 - 将棋棋士 元王座
- 斎藤宏介 ‐ ミュージシャン
- 田淵智也 ‐ ミュージシャン
- 日高光啓 - 歌手。AAAのメンバー。
- 福原慶匡 - アニメプロデューサー、音楽プロデューサー、実業家。1996年卒。
- 河合龍之介 - 俳優
- 荻堂顕 - 小説家、新潮ミステリー大賞（2021年）、日本推理作家協会賞（2024年）
- 布施宏倖 - テレビ朝日アナウンサー。2014年卒。在学中は硬式野球部に所属。
- 小掛雄太 - NHKアナウンサー。2017年卒。
- 黒見明香 - 乃木坂46。2022年卒。

### スポーツ

#### プロ野球
- 岡田源三郎 - 元プロ野球選手、中大中退･明大卒・元明大野球部監督、野球殿堂。名古屋金鯱軍
- 西池秀豪 - 元プロ野球選手。1929年卒。ライオン軍
- 手塚勝巳 - 元プロ野球選手、1930年卒。元俳優。専大卒。大東京軍
- 太田健一 - 元プロ野球選手。1937年卒。イーグルス
- 望月潤一 - 元プロ野球選手。1937年卒。イーグルス
- 小林善一郎 - 元プロ野球選手。1937年卒。名古屋軍
- 宮下信明 - 元プロ野球選手。1943年卒。大和軍
- 小田切茂造 - 元プロ野球選手。中大卒。国鉄スワローズ
- 荒川博 - 元プロ野球選手・監督。1949年卒。早大卒。
- 佃明忠 - 元プロ野球選手。1954年卒。毎日オリオンズ
- 榎本喜八 - 元プロ野球選手。元祖「安打製造機」、野球殿堂 。1955年卒。毎日オリオンズ
- 徳武定之 - 早慶六連戦で主将・四番、元プロ野球選手・ロッテオリオンズ・中日ドラゴンズ監督代行。1957年卒。早大卒。
- 醍醐猛夫 - 元プロ野球選手。1957年卒。毎日オリオンズ
- 王貞治 - 元プロ野球選手・元福岡ソフトバンクホークス監督、野球殿堂 。1959年卒。元読売ジャイアンツ
- 河原田明 - 元プロ野球選手。1959年卒。東映フライヤーズ
- 相沢邦昭 - 元プロ野球選手。1958年卒。東映フライヤーズ
- 西田暢 - 元プロ野球選手。1963年卒。早大卒。中日ドラゴンズ
- 内田圭一 - 元プロ野球選手。1964年卒。東京オリオンズ
- 大矢明彦 - 元プロ野球選手・元横浜ベイスターズ監督 1966年卒。駒大卒。ヤクルトアトムズ
- 荒川尭 - 元プロ野球選手、「右の王」・東京六大学野球通算本塁打4位。1966年卒。早大卒。大洋ホエールズ
- 石渡茂 - 元プロ野球選手 1971年卒。中大卒。近鉄バファローズ
- 田野倉利行 - 元プロ野球選手。1973年卒。中日ドラゴンズ
- 有賀佳弘 - 元プロ野球選手、東京六大学野球首位打者。1976年卒。早大卒。阪急ブレーブス
- 川又米利 - 元プロ野球選手・解説者。1979年卒。中日ドラゴンズ
- 荒木大輔 - 元プロ野球選手・投手コーチ。1983年卒。東京ヤクルトスワローズ
- 石井丈裕 - 元プロ野球選手・コーチ。1983年卒。法大卒。西武ライオンズ　沢村賞　正力松太郎賞
- 板倉賢司 - 元プロ野球選手。1984年卒。横浜大洋ホエールズ
- 上福元勤 - 元プロ野球選手。1984年卒。読売ジャイアンツ
- 斎藤佑樹 - 第88回全国高等学校野球選手権大会優勝投手（春夏共に引き分け再試合を経験）。2007年卒。早大卒。北海道日本ハムファイターズ
- 塚田晃平 - 元プロ野球選手。2008年卒。早大卒。広島東洋カープ
- 重信慎之介 - プロ野球選手。2012年卒。早大卒。読売ジャイアンツ
- 安田権守 - 元プロ野球選手。2012年卒。早大卒。韓国・斗山ベアーズ
- 清宮幸太郎 - プロ野球選手。2018年卒。高校最多本塁打。北海道日本ハムファイターズ
- 野村大樹 - プロ野球選手。2019年卒。埼玉西武ライオンズ
- 宇野真仁朗 - プロ野球選手。2025年卒。福岡ソフトバンクホークス

#### アマ野球
- 高橋外喜雄 - 戦前の甲子園出場時の名投手 1927年卒、戦死、早大卒。
- 本橋精一 - 戦前の甲子園出場時の名投手、戦死、早大卒。
- 宮井勝成 - 元早実野球部監督、早実OB会会長、中央大野球部総監督。1946年卒。中大卒。
- 和田明 - 元早実野球部監督。1955年卒
- 中屋恵久男 - 元社会人野球選手、学生日本代表。元西武・石毛宏典のライバル。1975年卒。早大卒。
- 阿久根謙司 - 東京ガスケミカル取締役常務執行役員、元東京フットボールクラブ（FC東京）代表取締役社長、元東京ガス野球部監督。1980年卒。早大卒。
- 和泉実 - 現早実野球部監督、2006年度全国高等学校野球選手権大会で全国制覇。1980年卒。早大卒。
- 小沢章一 - 元千葉英和高野球部監督。1983年卒、早大卒。
- 松本達夫 - 日本テレビ執行役員。捕手として荒木とバッテリー組む。1983年卒、早大卒。

#### ラグビー
- 打矢二郎 - 元早大ラグビー部フランカー、1989年度大学選手権優勝、1985年卒、早大卒
- 千葉太一 - ラグビー選手、リコーブラックラムズ
- 前田航平 - ラグビー選手、元ヤマハ発動機ジュビロ
- 丸尾崇真 - ラグビー選手、7人制ラグビー男子日本代表、元早大ラグビー部主将
- 相良昌彦 - ラグビー選手、東京サントリーサンゴリアス、現早大ラグビー部主将
- 小泉怜史 - ラグビー選手、三菱重工相模原ダイナボアーズ

#### その他スポーツ
- マシオ駒 - 元プロレスラー（硬式野球部出身）
- 藤野素宏 - プロバスケットボール選手、日本人3人目のABAプレイヤー、早大卒。
- 倉石平 - 元バスケットボール選手、早大コーチ
- 古賀聡 - 元Jリーガー、元Jリーグ鹿島アントラーズ所属、現：早稲田大学ア式蹴球部監督、1988年卒 、早大卒
- 外池大亮 - 元Jリーガー、元Jリーグ湘南ベルマーレ在籍、1993年卒、早大卒
- 佐々木崇 - 元Jリーガー、元Jリーグガンバ大阪在籍、1993年卒、早大卒
- 島村毅 - Jリーガー、湘南ベルマーレ在籍、2004年卒、早大卒
- 常盤聡 - Jリーガー、ギラヴァンツ北九州在籍、2006年卒
- 小松寛太 - Jリーガー、いわてグルージャ盛岡在籍、2020年卒

### その他
- 岩田英一 - 労働運動家
- 岸谷蘭丸 - YouTuber、TikToker、実業家。中退